# ISO 4217
ISO 4217 is een internationale standaard die drielettercodes definieert voor valuta. De eerste twee letters zijn doorgaans de letters van de ISO 3166-1-landcode (meestal gelijk aan de tweeletterige topleveldomein-internetcode), gevolgd door de eerste letter van de betreffende munt.
De lijst wordt beheerd door SIX Interbank Clearing Ltd namens ISO.

## Actieve codes
| Code | $$$                                                         |
| ---- | ----------------------------------------------------------- |
| AED  | VAE-dirham                                                  |
| AFN  | Afghani                                                     |
| ALL  | Albanese lek                                                |
| AMD  | Armeense dram                                               |
| ANG  | Antilliaanse gulden                                         |
| AOA  | Angolese kwanza                                             |
| ARS  | Argentijnse peso                                            |
| AUD  | Australische dollar                                         |
| AWG  | Arubaanse florin                                            |
| AZN  | Azerbeidzjaanse manat                                       |
| BAM  | Bosnische inwisselbare mark                                 |
| BBD  | Barbadiaanse dollar                                         |
| BDT  | Bengalese taka                                              |
| BGN  | Nieuwe Bulgaarse lev (sinds 1999)                           |
| BHD  | Bahreinse dinar                                             |
| BIF  | Burundese frank                                             |
| BMD  | Bermudaanse dollar                                          |
| BND  | Bruneise dollar                                             |
| BOB  | Boliviaanse boliviano                                       |
| BOV  | Boliviaanse Mvdol (aandelen)                                |
| BRL  | Braziliaanse real                                           |
| BSD  | Bahamaanse dollar                                           |
| BTN  | Bhutaanse ngultrum                                          |
| BWP  | Botswaanse pula                                             |
| BYN  | Wit-Russische roebel                                        |
| BZD  | Belizaanse dollar                                           |
| CAD  | Canadese dollar                                             |
| CDF  | Congolese frank                                             |
| CHF  | Zwitserse frank                                             |
| CLF  | Chileense Unidades de fomento (aandelen)                    |
| CLP  | Chileense peso                                              |
| CNY  | Chinese renminbi                                            |
| COP  | Colombiaanse peso                                           |
| COU  | Colombiaanse unidad de valor real                           |
| CRC  | Costa Ricaanse colon                                        |
| CUP  | Cubaanse peso                                               |
| CVE  | Kaapverdische escudo                                        |
| CZK  | Tsjechische kroon                                           |
| DJF  | Djiboutiaanse frank                                         |
| DKK  | Deense kroon                                                |
| DOP  | Dominicaanse peso                                           |
| DZD  | Algerijnse dinar                                            |
| EEK  | Estische kroon                                              |
| EGP  | Egyptisch pond                                              |
| ERN  | Eritrese nakfa                                              |
| ETB  | Ethiopische birr                                            |
| EUR  | Euro                                                        |
| FJD  | Fijische dollar                                             |
| FKP  | Falklandeilands pond                                        |
| GBP  | Brits pond sterling                                         |
| GEL  | Georgische lari                                             |
| GHS  | Ghanese cedi (Geldig per 1 juli 2007, 1 GHS = 10.000 GHC)   |
| GIP  | Gibraltarees pond                                           |
| GMD  | Gambiaanse dalasi                                           |
| GNF  | Guineese frank                                              |
| GTQ  | Guatemalaanse quetzal                                       |
| GYD  | Guyaanse dollar                                             |
| HKD  | Hongkongse dollar                                           |
| HNL  | Hondurese lempira                                           |
| HRK  | Kroatische kuna                                             |
| HTG  | Haïtiaanse gourde                                           |
| HUF  | Hongaarse forint                                            |
| IDR  | Indonesische roepia                                         |
| ILS  | Nieuwe Israëlische sjekel                                   |
| INR  | Indiase roepie                                              |
| IQD  | Iraakse dinar                                               |
| IRR  | Iraanse rial                                                |
| ISK  | IJslandse kroon                                             |
| JMD  | Jamaicaanse dollar                                          |
| JOD  | Jordaanse dinar                                             |
| JPY  | Japanse yen                                                 |
| KES  | Keniaanse shilling                                          |
| KGS  | Kirgizische som                                             |
| KHR  | Cambodjaanse riel                                           |
| KMF  | Comorese frank                                              |
| KPW  | Noord-Koreaanse won                                         |
| KRW  | Zuid-Koreaanse won                                          |
| KWD  | Koeweitse dinar                                             |
| KYD  | Kaaimaneilandse dollar                                      |
| KZT  | Kazachse tenge                                              |
| LAK  | Laotiaanse kip                                              |
| LBP  | Libanees pond                                               |
| LKR  | Sri Lankaanse roepie                                        |
| LRD  | Liberiaanse dollar                                          |
| LSL  | Lesothaanse loti                                            |
| LYD  | Libische dinar                                              |
| MAD  | Marokkaanse dirham                                          |
| MDL  | Moldavische leu                                             |
| MGA  | Malagassische ariary                                        |
| MKD  | Macedonische denar                                          |
| MMK  | Myanmarese kyat                                             |
| MNT  | Mongolische tugrik                                          |
| MOP  | Macause pataca                                              |
| MRU  | Mauritaanse ouguiya                                         |
| MUR  | Mauritiaanse roepie                                         |
| MVR  | Maldivische rufiyaa                                         |
| MWK  | Malawische kwacha                                           |
| MXN  | Mexicaanse peso                                             |
| MXV  | Mexicaanse Unidad de Inversion (UDI) (Funds code)           |
| MYR  | Maleisische ringgit                                         |
| MZN  | Mozambikaanse metical                                       |
| NAD  | Namibische dollar                                           |
| NGN  | Nigeriaanse naira                                           |
| NIO  | Nicaraguaanse córdoba Oro                                   |
| NOK  | Noorse kroon                                                |
| NPR  | Nepalese roepie                                             |
| NZD  | Nieuw-Zeelandse dollar                                      |
| OMR  | Omaanse rial                                                |
| PAB  | Panamese balboa                                             |
| PEN  | Nieuwe Peruviaanse sol                                      |
| PGK  | Papoease kina                                               |
| PHP  | Filipijnse peso                                             |
| PKR  | Pakistaanse roepie                                          |
| PLN  | Poolse złoty                                                |
| PYG  | Paraguayaanse guaraní                                       |
| QAR  | Qatarese rial                                               |
| RON  | Roemeense leu                                               |
| RSD  | Servische dinar                                             |
| RUB  | Russische roebel                                            |
| RWF  | Rwandese frank                                              |
| SAR  | Saoedi-Arabische riyal                                      |
| SBD  | Salomon-dollar                                              |
| SCR  | Seychelse roepie                                            |
| SDG  | Soedanees pond                                              |
| SEK  | Zweedse kroon                                               |
| SGD  | Singaporese dollar                                          |
| SHP  | Sint-Heleens pond                                           |
| SLL  | Sierra Leoonse leone                                        |
| SOS  | Somalische shilling                                         |
| SSP  | Zuid-Soedanees pond                                         |
| SRD  | Surinaamse dollar                                           |
| STN  | Santomese dobra                                             |
| SYP  | Syrisch pond                                                |
| SZL  | Swazische lilangeni                                         |
| THB  | Thaise baht                                                 |
| TJS  | Tadzjiekse somoni                                           |
| TMT  | Turkmeense manat                                            |
| TND  | Tunesische dinar                                            |
| TOP  | Tongaanse pa'anga                                           |
| TRY  | Nieuwe Turkse lira                                          |
| TTD  | Trinidad en Tobagodollar                                    |
| TWD  | Nieuwe Taiwanese dollar                                     |
| TZS  | Tanzaniaanse shilling                                       |
| UAH  | Oekraïense hryvnia                                          |
| UGX  | Oegandese shilling                                          |
| USD  | Amerikaanse dollar                                          |
| USN  | Amerikaanse dollar (Next day) (aandelen)                    |
| USS  | Amerikaanse dollar (Same day) (aandelen)                    |
| UYU  | Uruguayaanse peso                                           |
| UZS  | Oezbeekse sum                                               |
| VEF  | Venezolaanse bolivar                                        |
| VND  | Vietnamese dong                                             |
| VUV  | Vanuatuaanse vatu                                           |
| WST  | Samoaanse tala                                              |
| XAF  | CFA-frank BEAC                                              |
| XAG  | 1 Troy ounce zilver                                         |
| XAU  | 1 Troy ounce goud                                           |
| XBA  | European Composite Unit (EURCO) (Bonds market unit)         |
| XBB  | European Monetary Unit (E.M.U.-6) (Bonds market unit)       |
| XBC  | European Unit of Account 9 (E.U.A.-9) (Bonds market unit)   |
| XBD  | European Unit of Account 17 (E.U.A.-17) (Bonds market unit) |
| XCD  | Oost-Caribische dollar                                      |
| XCG  | Caribische gulden                                           |
| XDR  | Speciale trekkingsrechten (IMF)                             |
| XFU  | UIC-frank (Special settlement currency)                     |
| XOF  | CFA-frank BCEAO                                             |
| XPD  | 1 Troy ounce palladium                                      |
| XPF  | CFP-frank                                                   |
| XPT  | 1 Troy ounce platina                                        |
| XTS  | gereserveerde code voor test                                |
| XXX  | geen munt                                                   |
| YER  | Jemenitische rial                                           |
| ZAR  | Zuid-Afrikaanse rand                                        |
| ZMW  | Zambiaanse kwacha                                           |

## Niet meer gebruikte codes
| Code | $$$                                                               |
| ---- | ----------------------------------------------------------------- |
| ADP  | Andorrese peseta (vervangen door EUR)                             |
| AFA  | afghani (vervangen door AFN)                                      |
| AON  | Angolese New Kwanza (vervangen door AOA)                          |
| AOR  | Angolese Kwanza Readjustado (vervangen door AOA)                  |
| ATS  | Oostenrijkse schilling (vervangen door EUR)                       |
| BEC  | Belgische frank (convertible)                                     |
| BEF  | Belgische frank (vervangen door EUR)                              |
| BEL  | Belgische frank (financieel)                                      |
| BGL  | Bulgaarse lev (op 5 juli 1999 vervangen door BGN)                 |
| BYR  | Wit-Russische roebel (op 1 juli 2016 vervangen door BYN)          |
| CSD  | Oude Servische dinar (vervangen door RSD)                         |
| CSK  | Tsjecho-Slowaakse kroon (vervangen door CZK en SKK)               |
| CUC  | Convertibele peso (munteenheid voor toeristen in Cuba >>> CUP)    |
| DDM  | Oost-Duitse mark (vervangen door DEM, vervolgens EUR)             |
| DEM  | Duitse mark (vervangen door EUR)                                  |
| ECS  | Ecuadoraanse sucre (vervangen door USD)                           |
| ECV  | Ecuador Unidad de Valor Constante (Funds code)                    |
| EEK  | Estische kroon (vervangen door EUR)                               |
| ESA  | Spaanse peseta (account A) (vervangen door EUR)                   |
| ESB  | Spaanse peseta (account B) (vervangen door EUR)                   |
| ESP  | Spaanse peseta (vervangen door EUR)                               |
| FIM  | Finse markka (vervangen door EUR)                                 |
| FRF  | Franse frank (vervangen door EUR)                                 |
| GHC  | Ghanese cedi (vervangen door GHS)                                 |
| GRD  | Griekse drachme (vervangen door EUR)                              |
| GWP  | Guinee-Bissause peso (vervangen door CFA-frank)                   |
| IEP  | Iers pond (vervangen door EUR)                                    |
| ITL  | Italiaanse lire (vervangen door EUR)                              |
| LUF  | Luxemburgse frank (vervangen door EUR)                            |
| LTL  | Litouwse litas (vervangen door EUR)                               |
| LVL  | Letse lats (vervangen door EUR)                                   |
| MGF  | Malagassische frank (vervangen door MGA)                          |
| MTL  | Maltese lira (vervangen door EUR)                                 |
| MXP  | Mexicaanse peso (vervangen door MXN)                              |
| NLG  | Nederlandse gulden (vervangen door EUR)                           |
| PLZ  | Poolse zloty (vervangen door PLN)                                 |
| PTE  | Portugese escudo (vervangen door EUR)                             |
| ROL  | Roemeense leu (vervangen door RON)                                |
| RUR  | Russische roebel (vervangen door RUB)                             |
| SDD  | Soedanese dinar (vervangen door SDG)                              |
| SIT  | Sloveense tolar (vervangen door EUR)                              |
| SKK  | Slowaakse kroon (vervangen door EUR)                              |
| SRG  | Surinaamse gulden (vervangen door SRD)                            |
| SUR  | Sovjet-Russische roebel                                           |
| SVC  | Salvadoraanse colon (vervangen door USD)                          |
| TRL  | Turkse lira (vervangen door TRY)                                  |
| VEB  | Venezolaanse bolivar (vervangen door VEF)                         |
| XEU  | European Currency Unit Europese rekeneenheid (vervangen door EUR) |
| XFO  | Gold-Franc (vervangen door XDR)                                   |
| YUD  | Nieuwe Joegoslavische dinar (vervangen door YUM)                  |
| YUM  | Joegoslavische dinar (opgevolgd door CSD)                         |
| ZAL  | Zuid-Afrikaanse Financiële rand (Funds code)                      |
| ZMK  | Zambiaanse kwacha (vervangen door ZMW)                            |
| ZRN  | Nieuwe Zaïre (vervangen door CDF)                                 |
| ZRZ  | Zaïre (vervangen door ZRN, vervolgens CDF)                        |
| ZWL  | Zimbabwaanse dollar                                               |

## Noot
1. ↑  currency-iso.org